# Banjarbaru
Banjarbaru (alternativt Banjar Baru) är en stad på sydöstra Borneo i Indonesien. Den ligger i provinsen Kalimantan Selatan och har cirka 260 000 invånare. Den ligger cirka 35 kilometer sydöst om Banjarmasin. Staden är indelad i tre distrikt (kecamatan): Banjar Baru, Cempaka och Landasan Ulin.